# 吹上町 (埼玉県)
吹上町（ふきあげまち）は、かつて日本の埼玉県北足立郡にあった町。東京都市圏#埼玉県（東京通勤圏）。2005年（平成17年）10月1日、北埼玉郡川里町とともに鴻巣市に編入され、市域の一部となった。
中山道の熊谷宿・鴻巣宿間があまりにも遠距離であったため、ちょうど中間地点に位置していた吹上村が非公式の休憩所である間の宿として発展し始め、それがまた、城下町・忍（現・行田市）に向かう日光脇往還の設置に当たっては正式な宿場の一つ・吹上宿として認められることとなり、重要な中継地としていっそうの繁栄の契機となった。

## 地名の由来
古くから諸説があり、確定的なものは無い。当地の上空で東京湾から吹いてくる海風と、北部山脈の赤城山などから吹き降ろしてくる赤城おろしがぶつかる境界であることから名づけられたとの説があるものの、あくまで一学説である。

## 地理
- 河川 ：荒川、元荒川、忍川、足立北部排水路、武蔵水路、がんがら落、前谷落

## 歴史

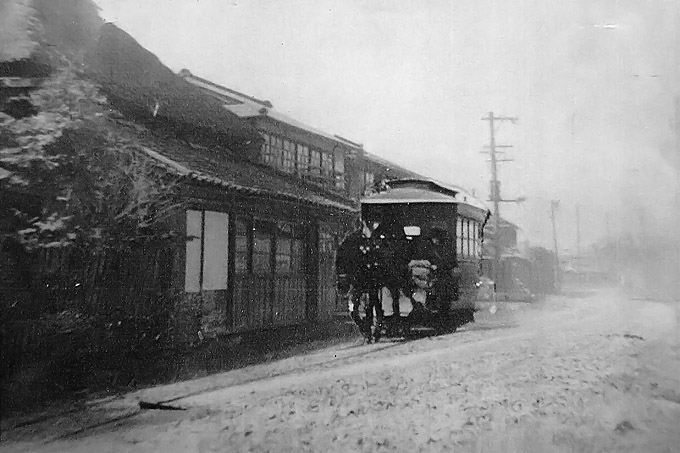
行田馬車鉄道。吹上村にて。（大正初期）

吹上村旧村役場跡、1959年撮影。

- 1869年（明治2年）1月28日 (旧暦) - 武蔵知県事・宮原忠治の管轄区域をもって大宮県が発足（県庁は日本橋馬喰町）。ほか町域では忍県に属した村もあり。
- 1869年（明治2年）9月29日 (旧暦) - 県庁が浦和に移転し、大宮県から浦和県に改称。
- 1871年（明治4年）11月14日 (旧暦) - 浦和県・忍県・岩槻県の3県が合併して埼玉県が誕生。
- 1879年（明治12年） - 足立郡の区域をもって行政区画としての北足立郡が発足。郡役所は浦和宿に設置。
- 1889年（明治22年）4月1日 - 町村制施行により、北足立郡吹上村・榎戸村・大芦村が合併し、新たに吹上村となる。
- 1934年（昭和9年）4月29日 - 町制施行により、吹上町となる。
- 1941年（昭和16年）4月10日 - 大里郡久下村のうち、大字久下の一部（荊原）の区域を編入する。
- 1954年（昭和29年）7月1日 - 北足立郡吹上町・小谷村が合併し、新たに吹上町となる。
- 1955年（昭和30年）9月30日 - 北埼玉郡太井村が熊谷市・行田市・吹上町に分割され、太井村のうち大字北新宿の区域を編入する。
- 1955年（昭和30年）10月1日 - 北足立郡吹上町・北埼玉郡下忍村が合併し、新たに北足立郡吹上町となる。
- 1956年（昭和31年）4月1日 - 吹上町のうち、大字下忍字箱根田・高畑・京田・東谷・西谷、大字堤根、大字樋上の区域が分離し、行田市に編入される。
- 1956年（昭和31年）4月2日 - 行田市から大字下忍字西谷の一部が分離され、吹上町に編入する。
- 1959年（昭和34年）10月1日 - 行田市大字門井の一部と大字北新宿との一部の間で、境界変更が行われる。
- 1965年（昭和40年）11月1日 - 吹上町のうち、大字北新宿の一部の区域が分離し、行田市に編入される。
- 1966年（昭和41年）7月1日 - 行田市大字前谷の一部・大字持田の一部と大字鎌塚の一部との間で、境界変更が行われる。
- 1970年（昭和45年）12月1日 - 熊谷市から大字太井の一部が分離され、吹上町に編入する。行田市大字門井の一部・大字棚田の一部と大字北新宿の一部との間で、境界変更が行われる。
- 2004年（平成16年）4月18日 - 吹上町の合併についての意思を問う住民投票を実施した。これまで合併を協議していた「行田市、南河原村との合併」に対し、「鴻巣市、川里町との合併」の賛成票が上回った。
- 2005年（平成17年）10月1日 - 北埼玉郡川里町とともに、鴻巣市へ編入される。

## 行政

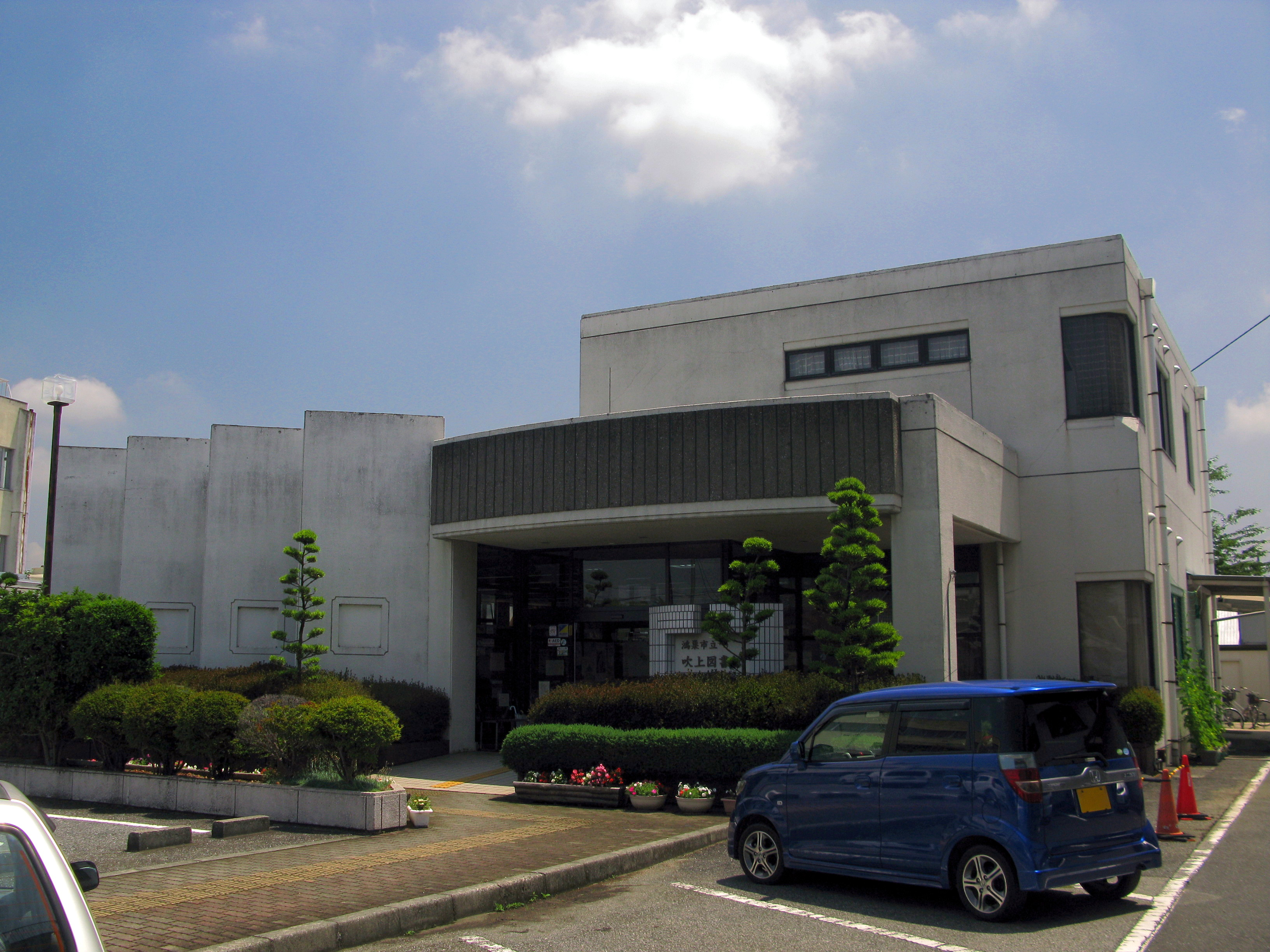
旧吹上町立図書館（2012年7月時点、現在は鴻巣市商工会吹上支所として使用）

- 吹上町立図書館

## 交通

### 道路
- 一般国道
  - 国道17号
- 県道
  - 埼玉県道66号行田東松山線
  - 埼玉県道137号吹上停車場線
  - 埼玉県道148号騎西吹上線
  - 埼玉県道307号福田鴻巣線
  - 埼玉県道365号鎌塚鴻巣線

### 鉄道と駅
- 東日本旅客鉄道（JR東日本）
  - 高崎線
    - 吹上駅

### バス
- 朝日自動車

## 名所・旧跡・観光スポット・祭事・催事
- 荒川パノラマ公園
- 荒川コスモス街道
- 吹上コスモス畑
  - コスモスフェスティバル
- コスモスアリーナふきあげ

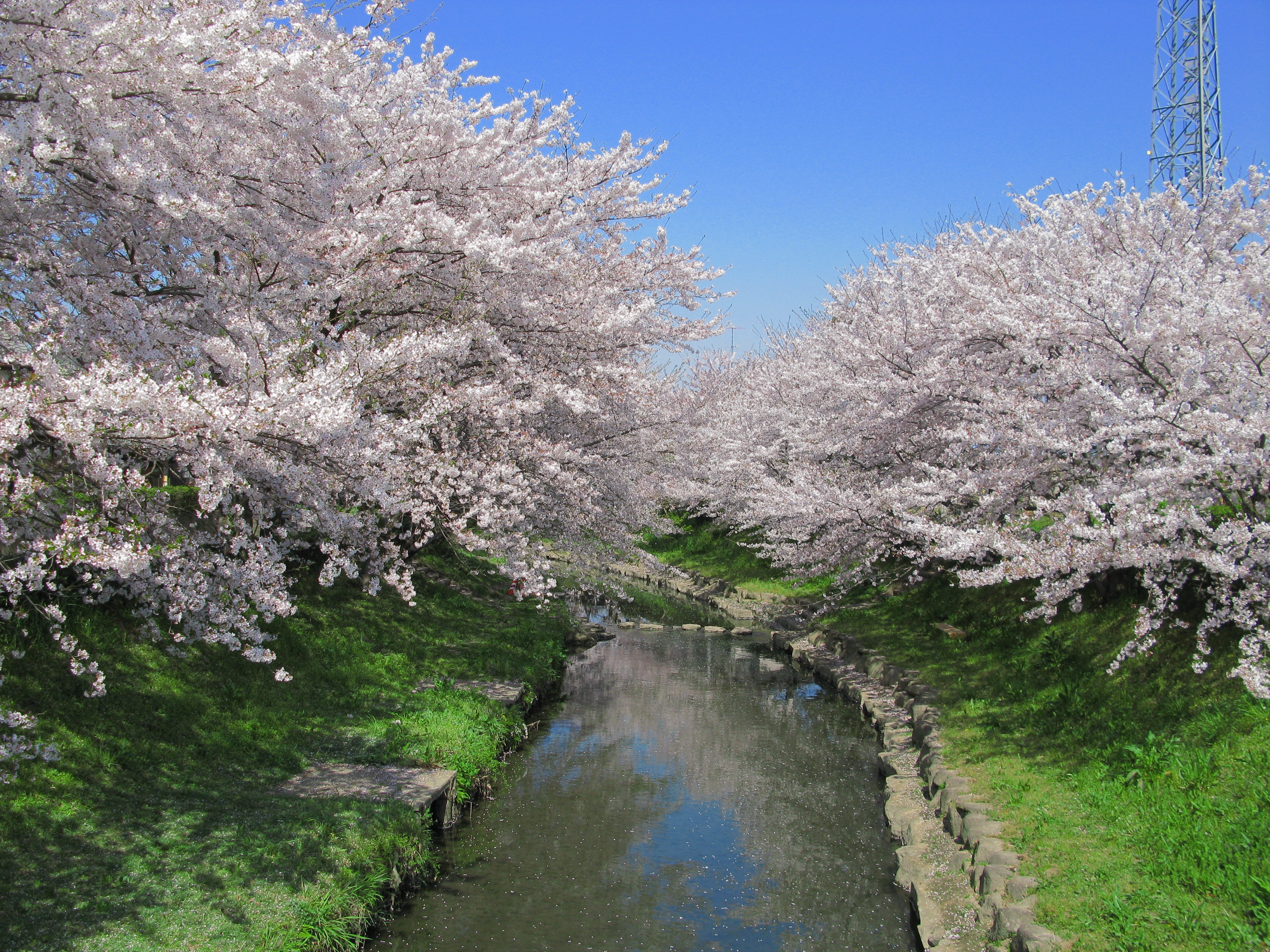
元荒川桜並木
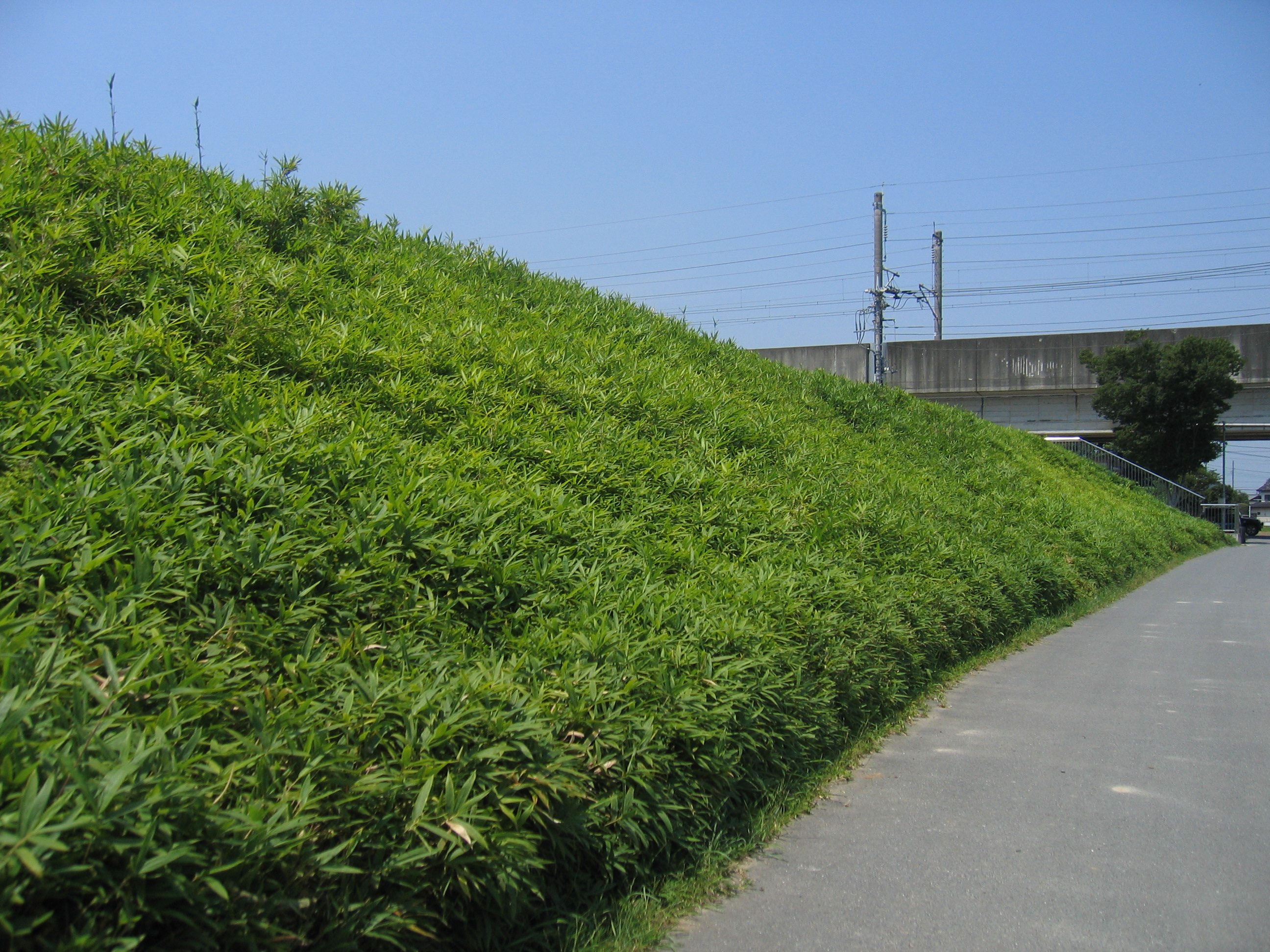
石田堤
  - 吹上さくら祭り
- 荒川水管橋
- 石田堤史跡公園
- 下忍宝養寺古墳
- 愛宕山古墳
- 三島神社古墳
- 小谷城跡
- 小谷ささら獅子舞
- 吹上夏まつり
- 鎌塚八幡神社
  - 巫女の舞

- 元荒川の桜並木
- 石田堤

## 出身有名人
- 勝田隆 - ラグビー選手
- さくまひでき - 歌手
- 鈴木慎吾 - サッカー選手
- 宿澤広朗 - ラグビー選手
- 須田剋太 - 洋画家
- 細川淳矢 - サッカー選手
- 丸藤正道 - プロレスラー
- 丸山五郎 - 医師、衆議院議員